# Фрідріх-Август Шак
Фрідріх-Август Шак (нім. Friedrich-August Schack; 27 березня 1892 — 24 липня 1968, Гослар) — німецький воєначальник, генерал піхоти вермахту. Кавалер Лицарського хреста Залізного хреста з дубовим листям.

## Біографія
Учасник Першої світової війни. Після демобілізації армії залишений в рейхсвері, служив в кулеметних частинах. З 1 жовтня 1938 року — командир 15-го кулеметного батальйону, з 18 січня 1940 року — 392-го піхотного полку 169-ї піхотної дивізії. Учасник Французької кампанії. З 1 жовтня 1942 року — начальник військового училища в Потсдамі, з квітня 1943 року — дивізійних офіцерських курсів. З 7 травня по 3 жовтня 1943 року — командир 216-ї, з 15 грудня 1943 року — 272-ї піхотної дивізії, з 4 по 21 вересня 1944 року — 81-го, з 15 листопада 1944 року — 85-го армійського корпусу. В січні 1945 року направлений на викладацьку роботу. З 26 березня 1945 року — командир 32-го армійського корпусу. В квітні 1945 року здався американським військам. В 1947 році звільнений.

## Звання
- Доброволець (6 серпня 1914)
- Лейтенант без патенту (23 вересня 1915) — 3 квітня 1918 року отримав патент від 23 березня 1914 року.
- Оберлейтенант (1 квітня 1923)
- Гауптман (1 квітня 1928)
- Майор (1 лютого 1935)
- Оберстлейтенант (1 жовтня 1937)
- Оберст (1 жовтня 1940)
- Генерал-майор (1 липня 1943)
- Генерал-лейтенант (1 січня 1944)
- Генерал піхоти (20 квітня 1945)

## Нагороди
- Залізний хрест
  - 2-го класу (22 березня 1916)
  - 1-го класу (29 березня 1918)
- Орден «За військові заслуги» (Болгарія), лицарський хрест
- Нагрудний знак «За поранення» в чорному
- Сілезький Орел 2-го і 1-го ступеня
- Почесний хрест ветерана війни з мечами
- Медаль «За вислугу років у Вермахті» 4-го, 3-го, 2-го і 1-го класу (25 років)
- Медаль «У пам'ять 1 жовтня 1938»
- Застібка до Залізного хреста
  - 2-го класу (10 жовтня 1939)
  - 1-го класу (25 червня 1940)
- Лицарський хрест Залізного хреста з дубовим листям
  - лицарський хрест (24 липня 1941)
  - дубове листя (№597; 21 вересня 1944)
- Орден Хреста Свободи 2-го класу з мечами (Фінляндія; 12 грудня 1941)
- Медаль «За зимову кампанію на Сході 1941/42»
- Двічі відзначений у Вермахтберіхт (4 по 27 серпня 1944)